# Sémalens
Sémalens ist eine französische Gemeinde mit 2.021 Einwohnern (Stand: 1. Januar 2022) im Département Tarn in der Region Okzitanien. Die Gemeinde gehört zum Arrondissement Castres und zum Kanton Plaine de l’Agoût (bis 2015: Kanton Vielmur-sur-Agout). Die Einwohner werden Sémalensois(es) genannt.

## Geografie
Sémalens liegt etwa 53 Kilometer östlich von Toulouse und etwa zehn Kilometer westlich von Castres am Fluss Sor. Der Fluss Agout begrenzt die Gemeinde im Osten. Umgeben wird Sémalens von den Nachbargemeinden Vielmur-sur-Agout im Norden, Fréjeville im Osten, Saïx im Südosten, Cambounet-sur-le-Sor im Süden, Saint-Germain-des-Prés im Südwesten sowie Puylaurens im Westen.

## Bevölkerungsentwicklung
| Jahr                      | 1962 | 1968 | 1975 | 1982 | 1990 | 1999 | 2006 | 2012 |
| Einwohner                 | 977  | 1004 | 1232 | 1412 | 1651 | 1843 | 2011 | 2004 |
| Quelle: Cassini und INSEE |      |      |      |      |      |      |      |      |

## Sehenswürdigkeiten
- Kirche Saint-Michel aus dem 15. Jahrhundert, Monument historique
- Brücke Antoinette (auch: Brücke von Aiguillou), 1884 errichtete Brücke über den Agout, von Paul Séjourné

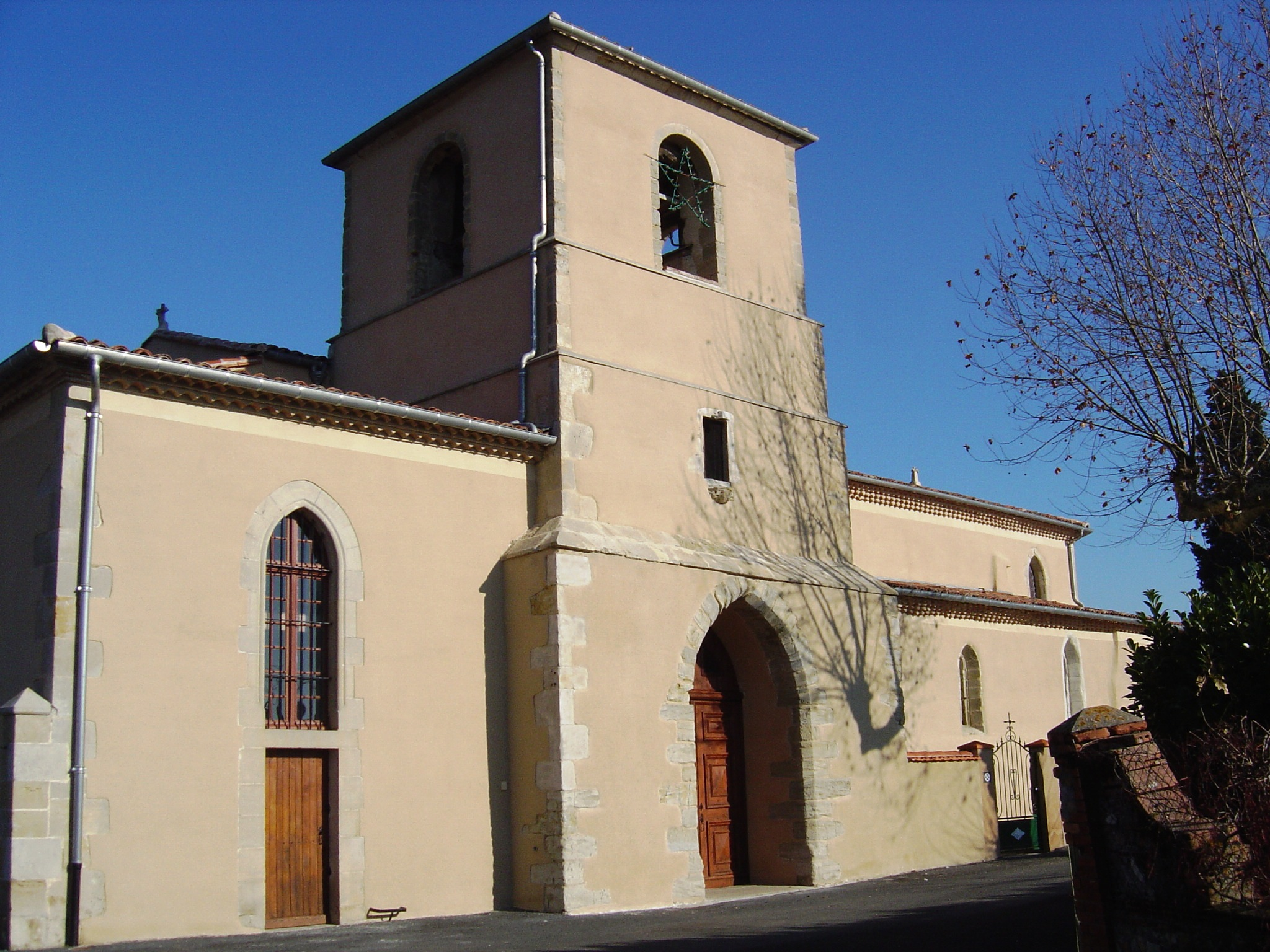
Kirche Saint-Michel
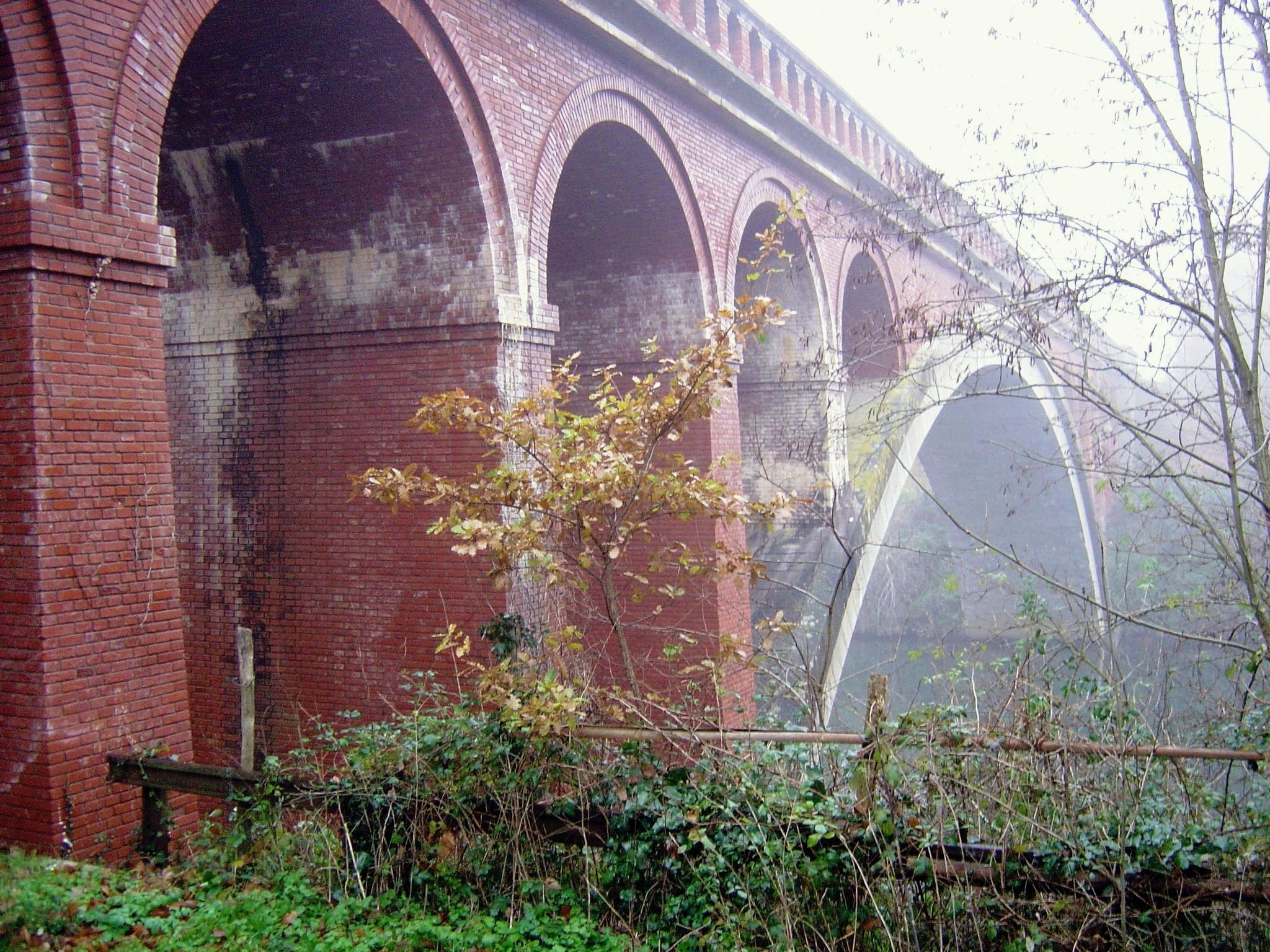
Brücke von Aiguillou